# منتخب كينيا لاتحاد الرغبي
منتخب كينيا الوطني لاتحاد الرغبي (بالإنجليزية: Kenya national rugby union team)‏ هو ممثل كينيا الرسمي في المنافسات الدولية في اتحاد الرغبي . تأسس في 1955.

## وصلات خارجية
- الموقع الرسمي